# Ralston Purina
Ralston Purina Company era um conglomerado americano com sede em St. Louis, Missouri, com participações substanciais em ração animal, alimentos, rações para animais de estimação, produtos de consumo e entretenimento. Em 12 de dezembro de 2001, fundiu- se com a divisão Friskies da gigante suíça de alimentos Nestlé para formar a Nestlé Purina PetCare Company.

## História
Ralston Purina (originalmente Ralston-Purina) tem suas raízes em 1894, quando o fundador William H. Danforth fundou a empresa de ração animal Purina Mills. Danforth formou uma parceria com George Robinson; William Andrews entrou no negócio de alimentação de animais de fazenda ao fundar a Robinson-Danforth Commission Company. Sua marca predominante para cada animal era geralmente chamada de “Chow”; daí "Purina Horse Chow", "Purina Dog Chow ", "Purina Cat Chow", "Purina Rabbit Chow", "Purina Pig Chow" e "Purina Monkey Chow".
Mais tarde, a empresa começou a produzir cereais, que recebeu o aval de Webster Edgerly, fundador do Ralstonism, para comercializar os cereais matinais Ralston. Na época, Edgerly estava promovendo o consumo de cereais integrais. Esses cereais fizeram tanto sucesso que o nome da empresa foi mudado em 1902 para Ralston-Purina Company.
Em 1986, Ralston Purina vendeu a Purina Mills, sua empresa de ração animal nos EUA, para a British Petroleum. Purina Mills é agora propriedade da Land O'Lakes . Em 1994, as operações de "alimentação humana" de Ralston da Ralston Purina Company foram desmembradas em uma nova empresa chamada Ralcorp Holdings . Em 1998, a Ralston Purina desmembrou seu negócio internacional de alimentação animal como Agribrands, que foi adquirido pela Cargill em 2001. Os negócios de alimentação animal continuam a utilizar as marcas Purina e Chow, licenciadas pela Purina Mills e pela Cargill para uso nos EUA e internacionalmente, respectivamente.

### Fusão com a Nestlé
Ralston Purina foi objeto de uma oferta de aquisição da Nestlé, com sede na Suíça, cuja marca Friskies era a outra marca líder de alimentos para animais de estimação nos Estados Unidos. A Nestlé SA e a Ralston Purina anunciaram em janeiro de 2001 um acordo definitivo de fusão. Nos termos do acordo, a Nestlé adquiriu todas as ações em circulação da Ralston Purina (NYSE: RAL) por US$ 33,50 por ação em dinheiro. A oferta representou um prêmio de 36% sobre o preço de fechamento de sexta-feira, 12 de janeiro de 2001. A transação teve um valor empresarial de US$ 10,3 bilhões (US$ 10,0 bilhões de capital mais US$ 1,2 bilhão de dívida líquida, menos US$ 0,9 bilhão de investimentos financeiros).
Várias marcas de alimentos para animais de estimação (por exemplo, " Meow Mix ") tiveram que ser alienadas separadamente para atender às preocupações antitruste . As marcas Purina são agora fabricadas e comercializadas por uma divisão da Nestlé (Nestlé Purina PetCare), que ainda está sediada em St. Louis.
Embora seja principalmente uma empresa de alimentos para animais de estimação, a Ralston Purina também fabricava alguns outros produtos relacionados a animais de estimação, como a marca Tidy Cats e a maca para gatos Yesterday's News, feita de jornal reciclado, adquirido da Edward Lowe Industries em 1990. Além disso, a Purina homenageou vários animais canadenses todos os anos desde 1968 em seu Animal Hall of Fame. Os últimos homenageados incluíam um cão de serviço policial que "apressou-se e subjugou um ladrão armado".

## Aquisições e diversificações
Em 1974, Ralston Purina comprou e desenvolveu a estação de esqui Keystone, no Colorado. "Checkerboard Flats" para crianças e iniciantes em Keystone ainda traz seu logotipo. Em 1993, Ralston Purina também comprou a área de esqui de Breckenridge, por um valor não revelado, da Victoria USA Inc, uma varejista japonesa de artigos esportivos. No entanto, ambas as estações de esqui foram vendidas em 1997 para a Vail Resorts por US$ 331 milhões.
Em 1977, Ralston Purina adquiriu a Missouri Arena Corporation e a franquia St. Louis Blues, durante a propriedade do time pela empresa, eles mudaram o nome da St. Louis Arena para Checkerdome, refletindo o logotipo Ralston Purina. A franquia foi vendida para Harry Ornest em 27 de julho de 1983.
Ralston Purina comprou a Eveready Battery Company em 1986, proprietária das marcas Eveready e Energizer. A empresa foi desmembrada em 2000.
Ralston Purina comprou a Continental Baking Company, fabricante de pães Wonder e bolos Hostess, da ITT em 1984. Ralston desmembrou a Continental Baking Company, posteriormente comprada pela Interstate Brands Corporation (IBC), com sede em Irving, Texas.
Ralston Purina abriu pizzarias de mercado de teste chamadas Checkerboard Pizza em 1986. O formato era semelhante ao Domino's and Little Caesars. Eles abriram lojas em mercados como Moorhead, Minnesota, para testar como o mercado do Centro-Oeste aceitaria o conceito. Eles se saíram bem, mas Ralston Purina decidiu não entrar no negócio de franquias de pizza e fechou todos os pilotos no final de 1987.
Ralston Purina também foi dono de restaurantes de fast food Jack in the Box de 1968 a 1985, junto com vários restaurantes sofisticados.
Ralston Purina foi proprietário da Van Camp Sea Food Company de 1963 a 1988, uma fábrica de conservas de atum que tinha o Frango do Mar como principal produto.

## Logotipo
A marca registrada de "tabuleiro de xadrez" da Ralston Purina foi introduzida em 1902. Foi inspirado na memória de infância de William Danforth, de uma família vestida com roupas feitas do mesmo tecido xadrez. A sede da empresa chamava-se Checkerboard Square. Danforth usou o design como a visualização de um conceito apresentado em seu livro I Dare You, no qual propôs que quatro componentes principais da vida ("Físico", "Mental", "Social" e "Religioso") precisam ser equilibrado e uma área não se desenvolveria à custa das outras. Em 1921, o desenho inspirou o desenho de ração que era prensada em cubos, chamados de “damas”.